# 鯖江市
鯖江市（日语：／ Sabae shi */?）為位於日本福井縣北部的城市，轄區位於鯖武盆地與福井平原之間；是日本知名的眼鏡產地，亦是世界三大眼鏡產地之一，全日本有超過90%的眼鏡鏡架都由鯖江生產。

## 人口
鯖江市的人口至今仍持續成長，為全日本少有人口能持續成長的行政區劃，在福井縣內也是唯一人口數正成長的行政區劃。
| 鯖江市人口分布圖 |                                               |  |
| 鯖江市與日本全國年齡別人口分布比較圖 （2005年資料） | 鯖江市的年齡、男女別人口分布圖 （2005年資料） |  |
| ■紫色是鯖江市 ■綠色是全国 | ■藍色是男性 ■紅色是女性                       |  |
| 鯖江市人口變化 \| 1970年 \| 52,614人 \| \| \| 1975年 \| 57,252人 \| \| \| 1980年 \| 59,579人 \| \| \| 1985年 \| 61,452人 \| \| \| 1990年 \| 62,283人 \| \| \| 1995年 \| 62,890人 \| \| \| 2000年 \| 64,898人 \| \| \| 2005年 \| 66,831人 \| \| \| 2010年 \| 67,450人 \| \| \| 2015年 \| 68,284人 \| \| \| 2020年 \| 68,302人 \| \| |                                               |  |
| 資料來源：日本總務省統計中心提供之人口普查數據 |                                               |  |
| 1970年 | 52,614人                                      |  |
| 1975年 | 57,252人                                      |  |
| 1980年 | 59,579人                                      |  |
| 1985年 | 61,452人                                      |  |
| 1990年 | 62,283人                                      |  |
| 1995年 | 62,890人                                      |  |
| 2000年 | 64,898人                                      |  |
| 2005年 | 66,831人                                      |  |
| 2010年 | 67,450人                                      |  |
| 2015年 | 68,284人                                      |  |
| 2020年 | 68,302人                                      |  |

## 歷史
現在的鯖江市轄區過去在令制國時代屬於越前國丹生郡，在大約8世紀至9世紀期間，丹生郡將位於日野川以東的區域分出設立為今立郡。
17世紀進入江戶時代後，大部分區域都成為福井藩的領地，1720年間部詮言因兄長間部詮房失勢，自越後國村上藩轉封至此，建立鯖江藩，在19世紀江戶時代結束前，現在的鯖江市轄區大多屬於福井藩、鯖江藩或是幕府直屬的領地，另有少部分區域屬於西尾藩、郡上藩和小濱藩。
19世紀末明治維新後，原屬幕府及旗本的領地在1871年被劃入新設立的本保縣，在同年實施的廢藩置縣後，其餘原屬各藩的領地則改隸屬福井縣、郡上縣、西尾縣、鯖江縣、小濱縣，不過在同年底進行的第一次府縣整併中，全數區域分別被整併至足羽縣和敦賀縣，1873年足羽縣被併入敦賀縣後，全境都成為敦賀縣轄區，但敦賀縣在1876年遭到廢除，本地被併入石川縣，直到1881年才改隸屬新設立的福井縣。
1889年日本實施町村制，現在的鯖江市轄區在當時分屬鯖江町、新橫江村、舟津村、神明村、中河村、片上村、北中山村、河和田村、立待村、吉川村、岡山村共11個行政區劃；1955年位於鯖江町與週邊的行政區劃合併為鯖江市，位於東部的北中山村和河和田村則在1955年和1957年先後併入鯖江市。

### 變遷表
| 1889年4月1日 | 1889年 - 1912年         | 1912年 - 1944年         | 1945年 - 1954年            | 1955年 - 1989年            | 1989年 - 現在              | 現在                       |
| ------------ | ----------------------- | ----------------------- | -------------------------- | -------------------------- | -------------------------- | -------------------------- |
| 立待村       | 立待村                  | 立待村                  | 立待村                     | 1955年1月15日 合併為鯖江市 | 鯖江市                     | 鯖江市                     |
| 吉川村       |                         |                         |                            | 1955年1月15日 合併為鯖江市 | 鯖江市                     | 鯖江市                     |
| 岡山村       | 1891年9月1日 改名為豐村 | 1891年9月1日 改名為豐村 | 1891年9月1日 改名為豐村    | 1955年1月15日 合併為鯖江市 | 鯖江市                     | 鯖江市                     |
| 鯖江町       | 鯖江町                  | 鯖江町                  | 1948年11月3日 合併為鯖江町 | 1955年1月15日 合併為鯖江市 | 鯖江市                     | 鯖江市                     |
| 新橫江村     |                         |                         | 1948年11月3日 合併為鯖江町 | 1955年1月15日 合併為鯖江市 | 鯖江市                     | 鯖江市                     |
| 舟津村       |                         |                         | 1948年11月3日 合併為鯖江町 | 1955年1月15日 合併為鯖江市 | 鯖江市                     | 鯖江市                     |
| 神明村       | 神明村                  | 神明村                  | 1947年7月1日 改制為神明町  | 1955年1月15日 合併為鯖江市 | 鯖江市                     | 鯖江市                     |
| 中河村       |                         |                         |                            | 1955年1月15日 合併為鯖江市 | 鯖江市                     | 鯖江市                     |
| 片上村       |                         |                         |                            | 1955年1月15日 合併為鯖江市 | 鯖江市                     | 鯖江市                     |
| 河和田村     | 河和田村                | 河和田村                | 河和田村                   | 1957年3月31日 併入鯖江市   | 鯖江市                     | 鯖江市                     |
| 北中山村     | 北中山村                | 北中山村                | 北中山村                   | 1955年6月10日 併入鯖江市   | 鯖江市                     | 鯖江市                     |
| 北中山村     | 北中山村                | 北中山村                | 北中山村                   | 1955年6月10日 併入粟田部町 | 1956年9月29日 改名為今立町 | 2005年10月1日 合併為越前市 |

## 交通

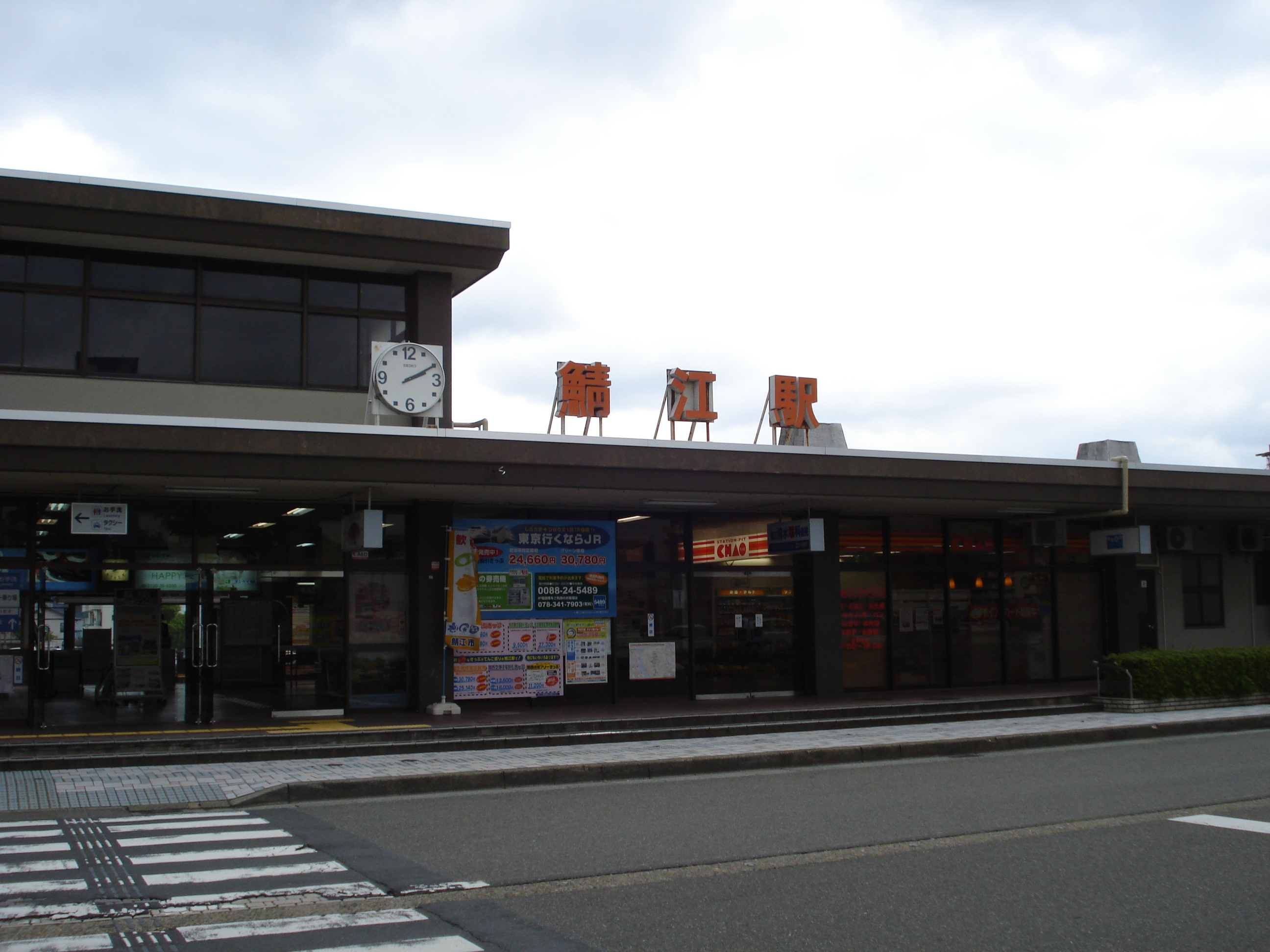
鯖江車站

由原JR西日本的北陸本線接收的第三部門鐵道路線Hapi-line Fukui線、福井鐵道福武線、高速公路北陸自動車道和主要公路國道8號都以南北向自市中心內穿過。
過去自鯖江站還曾有鯖浦線可往西進入現在的越前町中部的織田地區，不過該路線已於1973年停駛。

### 鐵路
- Hapi-line Fukui
  - Hapi-line Fukui線：（←越前市） - 鯖江站 - 北鯖江站 -（福井市→）
- 福井鐵道
  - 福武線：（越前市） - Sundome西站 - 西鯖江站 - 西山公園站 - 水落站 - 神明站 - 鳥羽中站 -（福井市）
- 西日本旅客鐵道
  - 北陸新幹線：（←福井市） - （未於轄內設置車站） - （越前市→）

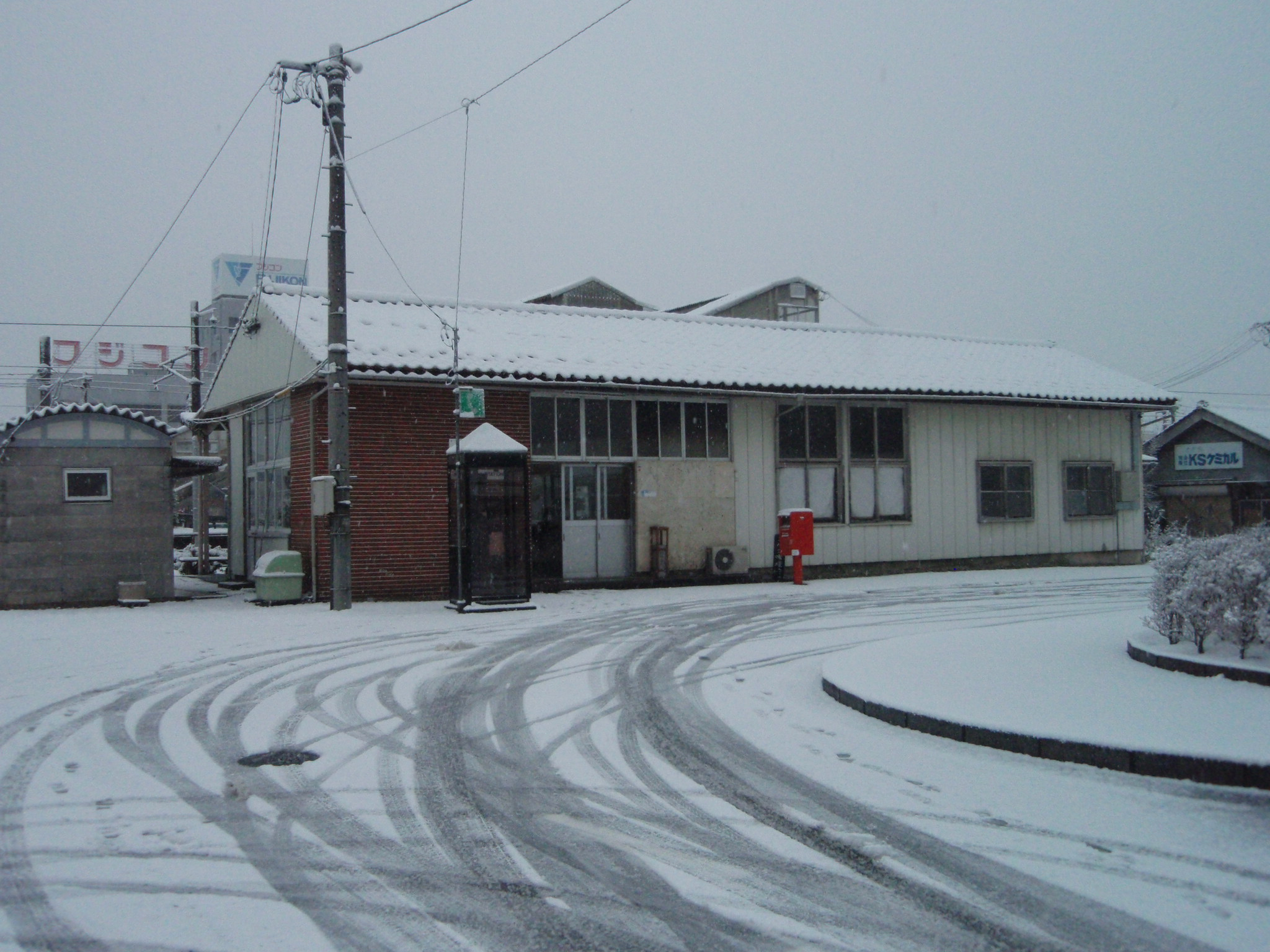
北鯖江車站
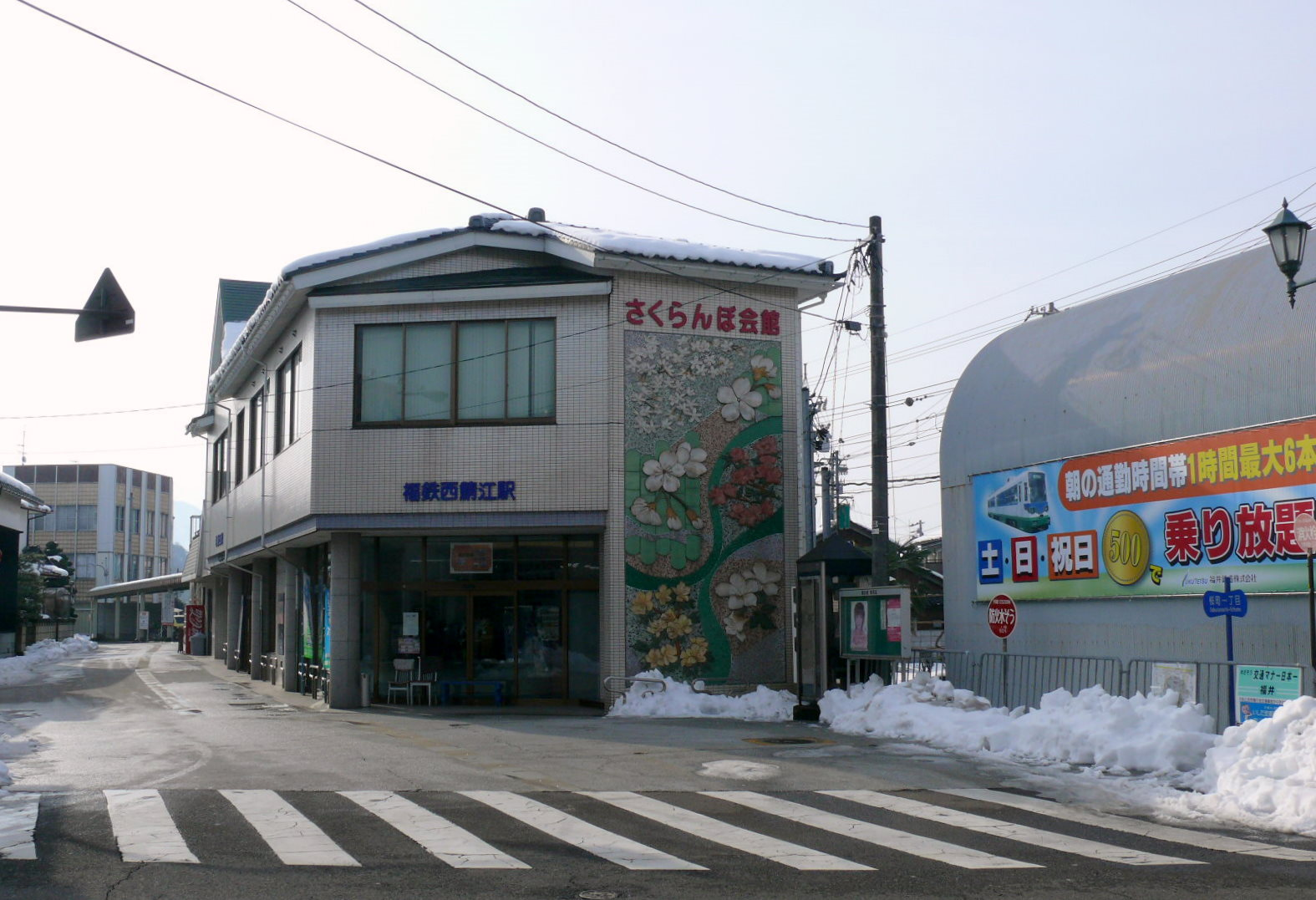
西鯖江車站
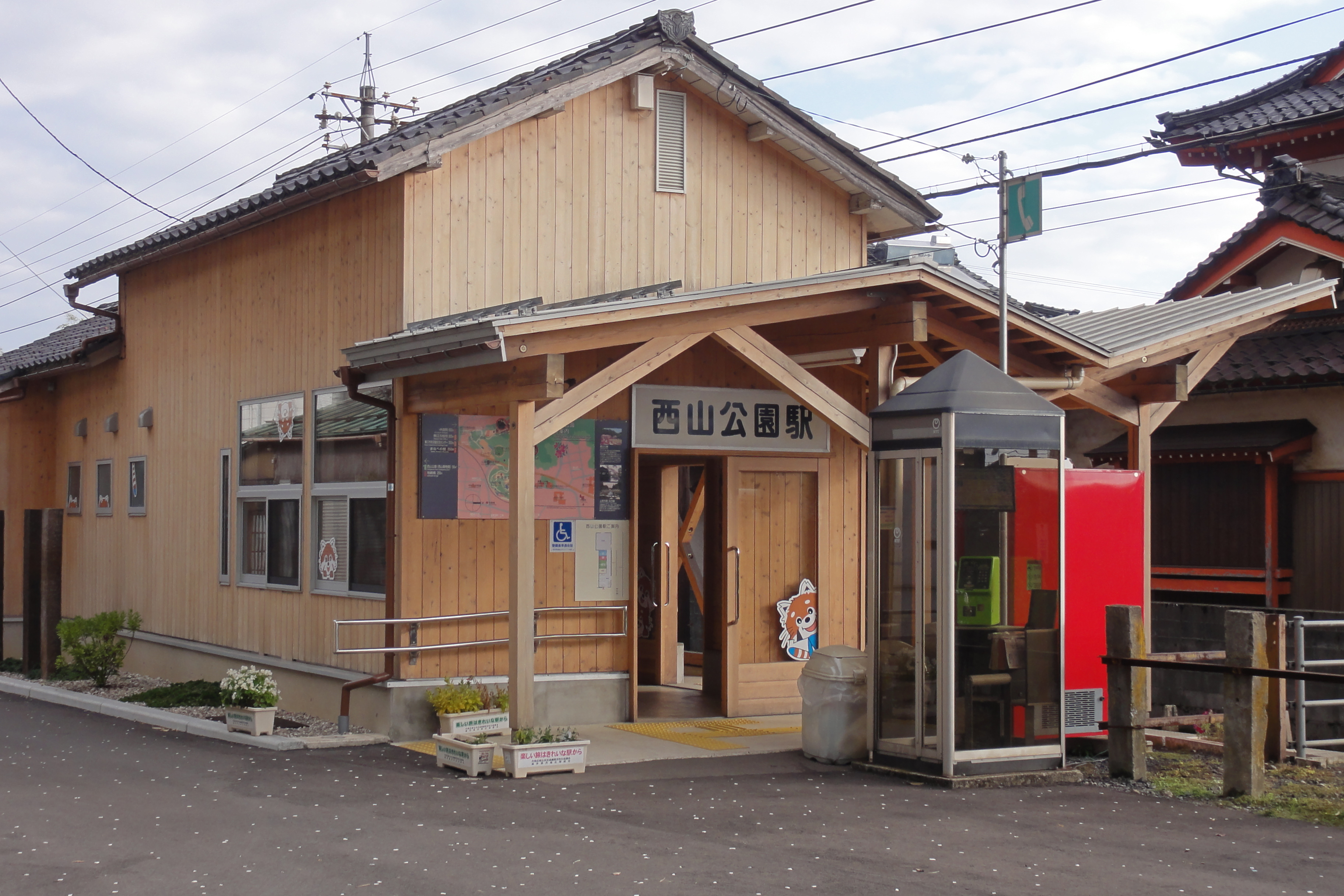
西山公園車站
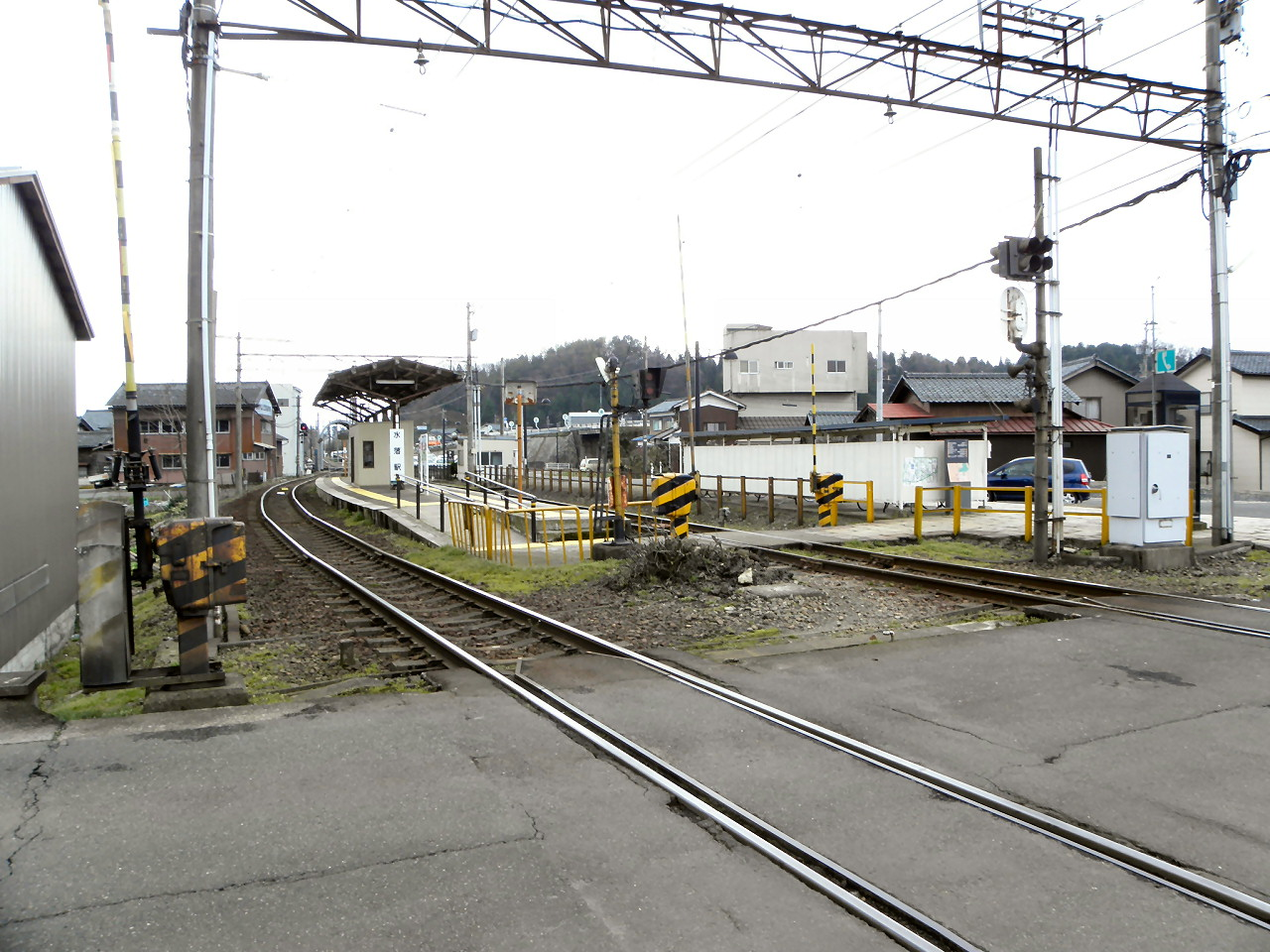
水落車站

## 公路
高速公路
- 北陸自動車道：（越前市） - 鯖江交流道（日语：鯖江インターチェンジ） - 北鯖江休息區 -（福井市）

## 觀光資源

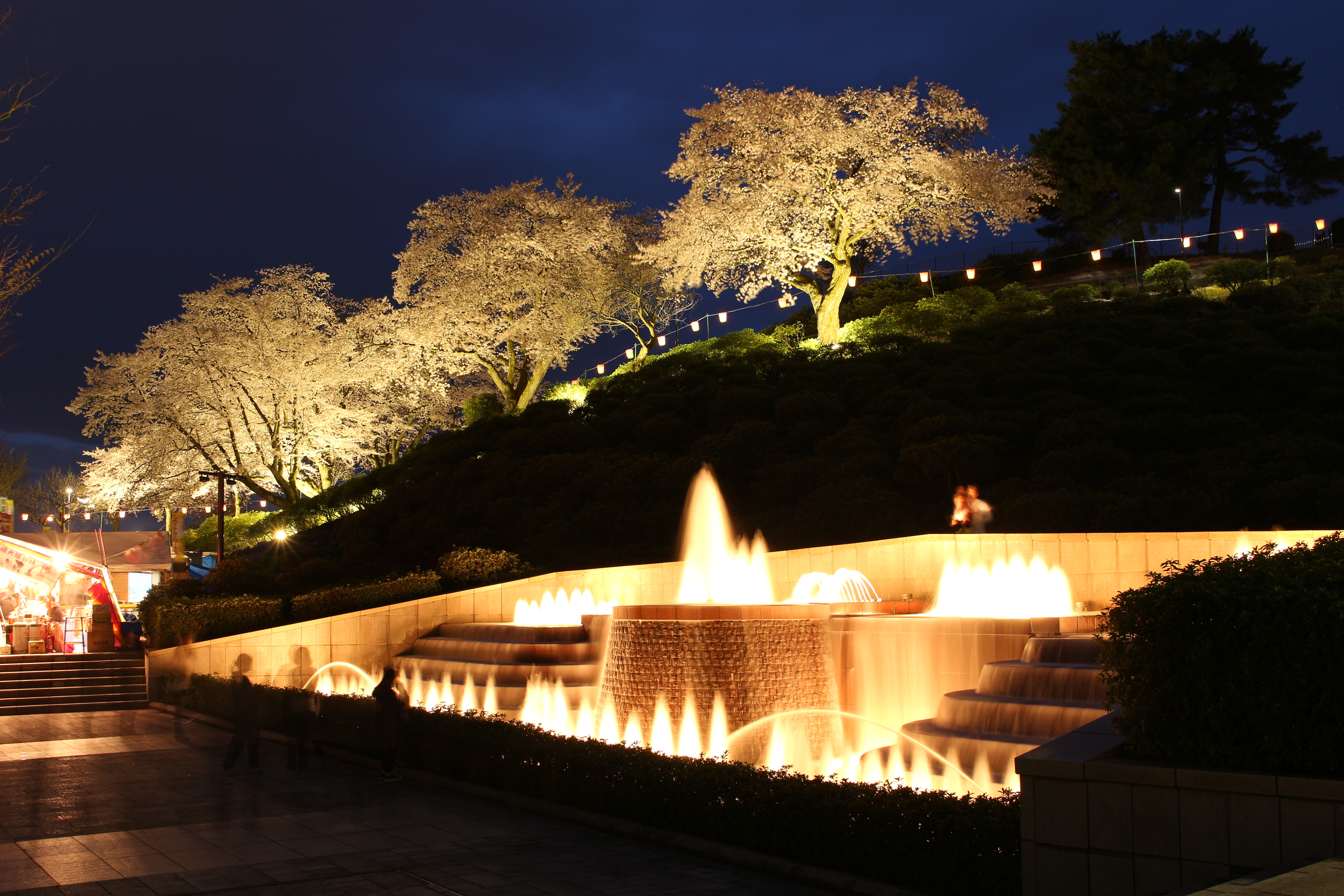
西山公園噴水廣場夜景

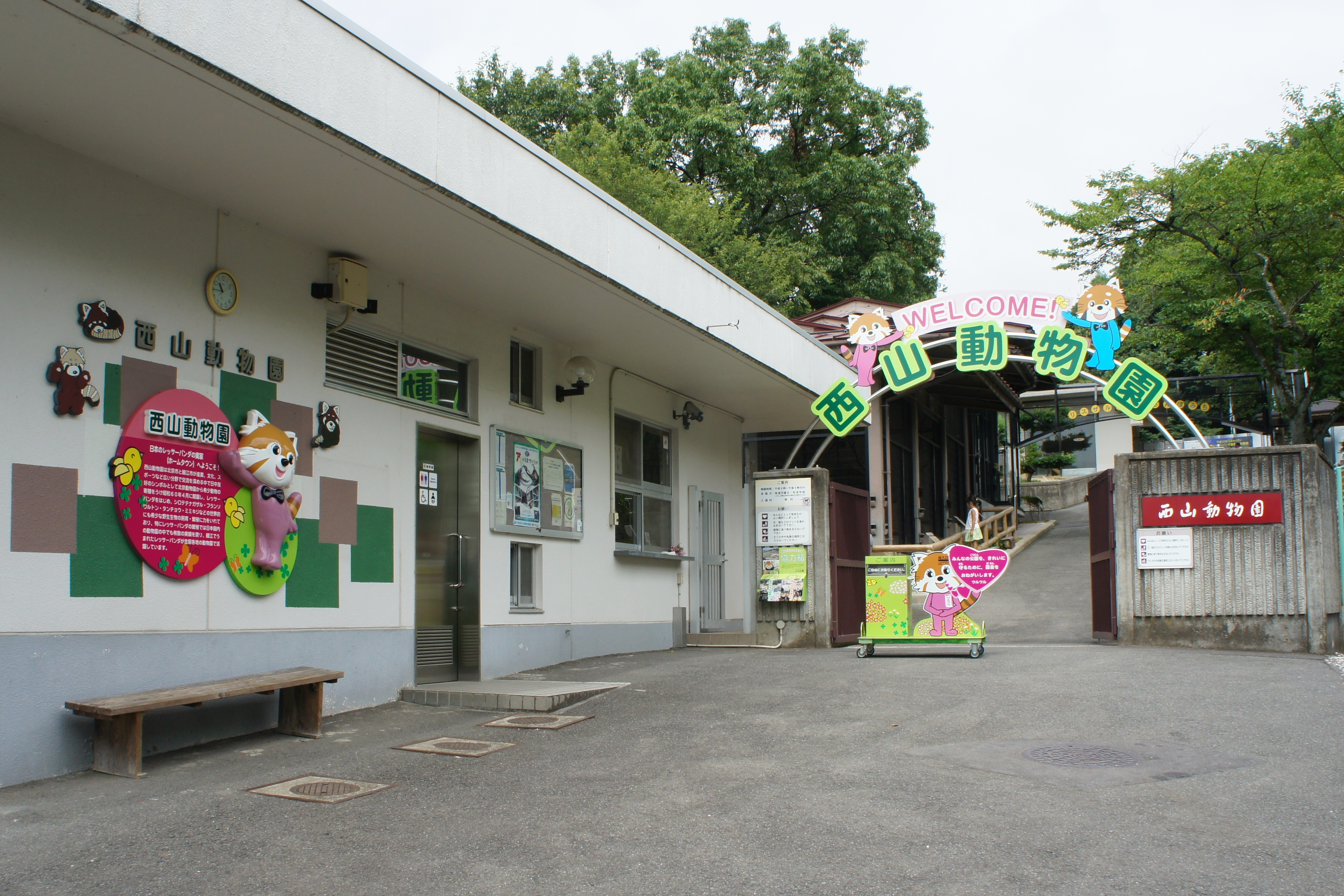
西山動物園入口

位於市區西側的西山公園園內有超過五萬株的杜鵑花，為日本在日本海側最大的杜鵑花景點，在園區內也規劃有日式庭園、動物園、展望廣場、芝生廣場、噴水廣場、冒險之森等多種休憩設施。
由於為日本眼鏡產業的主要聚落，鯖江市也將眼鏡做為發展觀光的主題，設有以眼鏡為主題的博物館「眼鏡會館」（めがねミュージアム），除了介紹眼鏡相關的歷史、製作工藝，也可以讓旅客自行製作眼鏡形狀的手機鍊等紀念品。

## 姊妹、友好城市

### 日本
- 村上市 （新潟縣）
過去鯖江藩藩主間部詮言（日语：間部詮言）是自村上藩轉封至此，兩地因此緣故於1981年締結為姊妹都市。[15]

## 備註
1. ↑  於1871年第一次設立的福井縣，與現在的福井縣沒有直接關係。
2. ↑  於1881年第二次設立的福井縣，與1871年設立的福井縣沒有直接關係。

## 外部連結
- （日語） 鯖江市政府的Facebook專頁
- （日語） 鯖江廣報的X（前Twitter）